# این به نفع خود شماست
این به نفعِ خودِ شماست (اسپانیایی: Es por tu bien‎) یک فیلم کمدی به کارگردانی کارلوس ترون است که در سال ۲۰۱۷ منتشر شد.

## بازیگران
- خوزه کرونادو
- خاویر کامارا
- روبرتو آلامو
- ماریا پخالته
- سیلویا آلونسو
- میگل برناردو
- لوئیس کایخو
- مانولو سولو